# Katharina von Mosel
Katharina von Mosel (* 15. April 1789 in Klosterneuburg als Katharina Lambert; † 10. Juli 1832 in Wien) war eine österreichische Pianistin, Organistin, Komponistin und Schriftstellerin.

## Leben und Wirken
Katharina von Mosels Vater war Beamter im Stift Klosterneuburg. Ersten Orgel- und Klavierunterricht erhielt sie vom Klosterneuburger Organisten Joseph Schmied. In Klosterneuburg erhielt sie auch Unterricht bei Johann Georg Albrechtsberger. Im Jahr 1801 wurde Katharina von Mosel im Alter von zwölf Jahren Schülerin von Johann Nepomuk Hummel in Wien.
Am 10. April 1809 heiratete sie den Komponisten, Musikschriftsteller und Dirigenten Ignaz Franz von Mosel. Ihr erstes Kind, Joseph, kam im Jänner 1810 zur Welt. Am 8. April 1811 wurde Tochter Anna (später verehelichte Kaufmann) geboren.
Von 1811 bis 1817 konzertierte Katharina von Mosel regelmäßig. Im Jahr 1814 entstanden die Gesellschaftskonzerte der Gesellschaft der Musikfreunde. Bereits im zweiten Gesellschaftskonzert am 7. Jänner 1816 spielte Katharina von Mosel Variationen für das Pianoforte (über den Alexandermarsch) mit Orchesterbegleitung.
Außerdem spielt sie am 28. August 1816 anlässlich der Vermählung des Prinzen Leopold von Sizilien mit der Prinzessin Klementine in Schloss Schönbrunn. Am 13. April 1818 gab sie ein Wohltätigkeitskonzert im Universitätssaal. Sie spielte ein Klavierkonzert in C-Dur von Hummel. Auf Konzerten spielte sie auch eigene Kompositionen, von denen Variations pour le Piano-Forte sur un Theme de Mr. le Comte Maurice de Dietrichstein im Druck erhalten sind.
Am 30. Mai 1826 wurde Sohn Eduard geboren. Katharina von Mosel widmete sich nach der Geburt ihrer Kinder vor allem dem Klavierunterricht ihrer Tochter Anna und publizierte unter dem Pseudonym Elise in den Wiener Saisonblättern. Erschienen ist die Novelle Rosa in Aglaja – ein Taschenbuch für das Jahr 1823.
Katharina von Mosel war wie ihr Ehemann Ignaz Franz von Mosel und Sohn Joseph Mitglied der Gesellschaft der Musikfreunde.

## Werke

### Komposition
- Cathérine de Mosel, née Lambert: Variations pour le Piano-Forte sur un Thème de Mr. le Comte Maurice de Dietrichstein composées et dédiées à Mademoiselle la Comtesse Ida de Dietrichstein. (Musiksammlung der Österreichischen Nationalbibliothek)

### Schriften
- Sühnung. (o. J.)
- Rosa. Novelle (1823) erschienen in Aglaja ein Taschenbuch für das Jahr 1823, Seite 209–248
- Elisens Bemerkungen über die elegante Welt (o. J.)

### Widmungen
- Rondo für Pianoforte und Violine, verfaßt, und der Frau Catherine von Mosel, geborenen Lambert zugeeignet von J.H. Woržischek, 1821 (Schreibweise auch Jan Václav Voříšek) (Musiksammlung der Österreichischen Nationalbibliothek)
- Adagio, Variazionen und Rondo, über ein russisches Thema für Piano-Forte, Flöte und Violonzell von Joh. Nep. Hummel. 78tes Werk. Der Frau Katharina von Mosel gebornen Lambert hochachtungsvoll zugeeignet von den Verlegern. (Musiksammlung der Österreichischen Nationalbibliothek)